# Hackathon

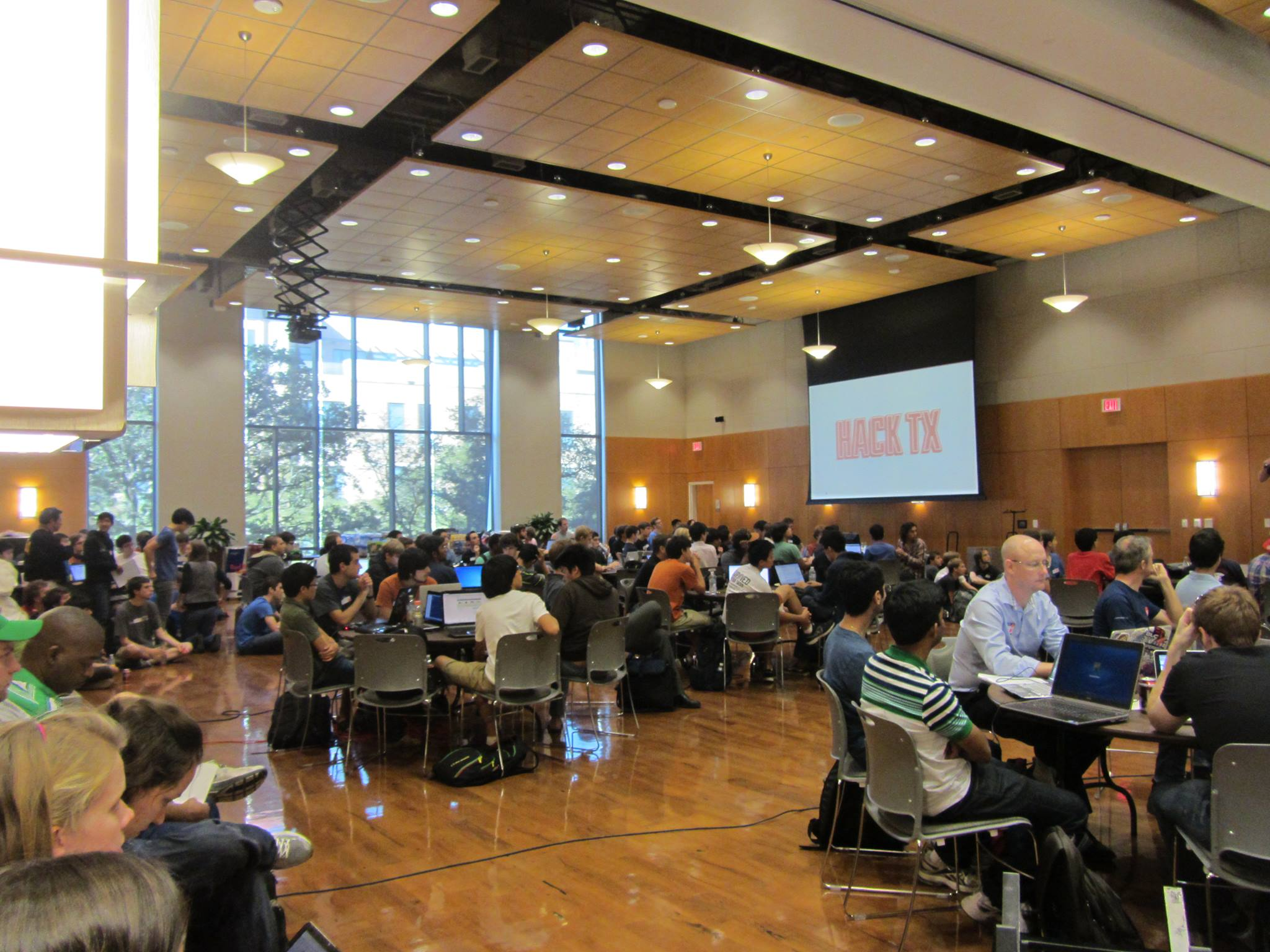
Participants au HackTX (hébergé par l'Université du Texas à Austin) en 2012.

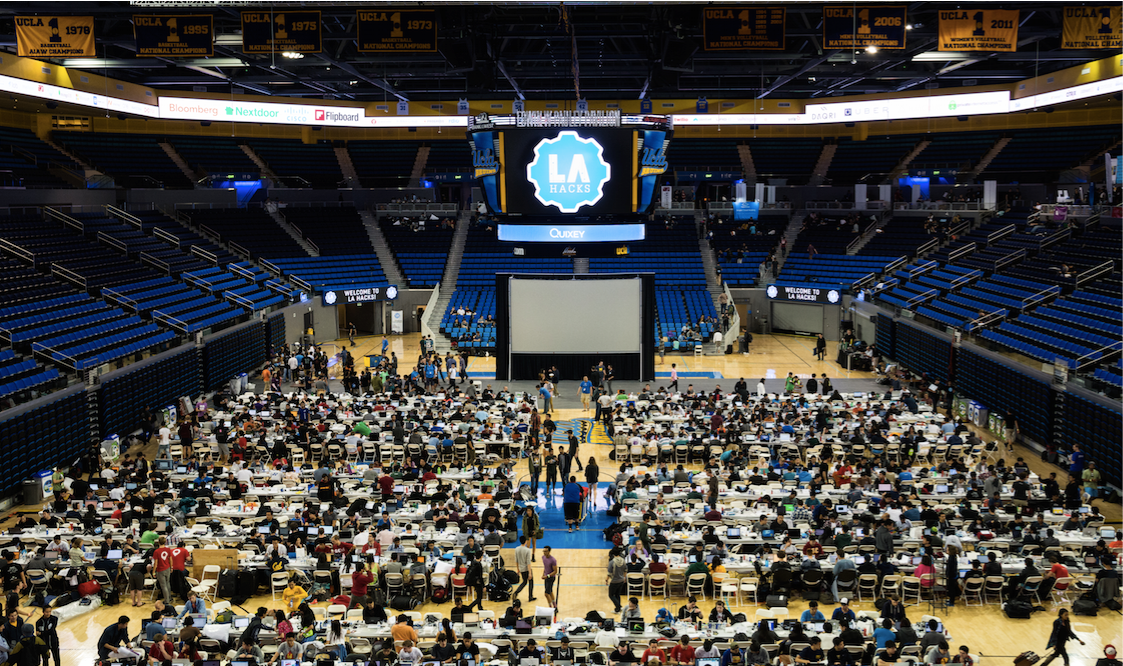
250 hackers au LA Hacks (hébergé par l'Université de Californie). Ils doivent rester calmes pour n'importuner personne.

Programmeurs au travail. Les groupes peuvent être isolés pour se concentrer, puis, périodiquement, se réunir pour échanger.

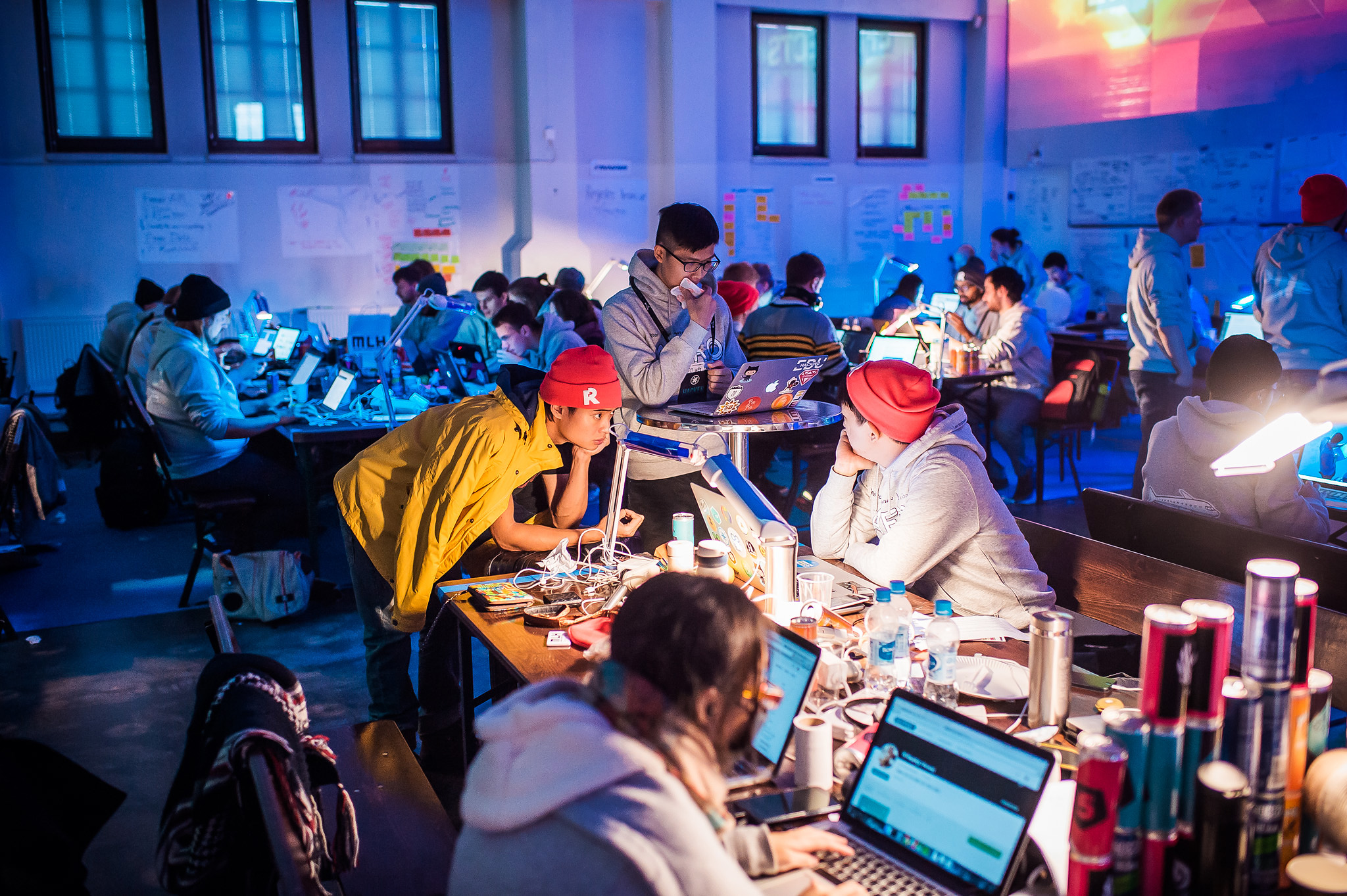
Un juste équilibre est à trouver entre les temps de concentration personnelle et d'échanges.

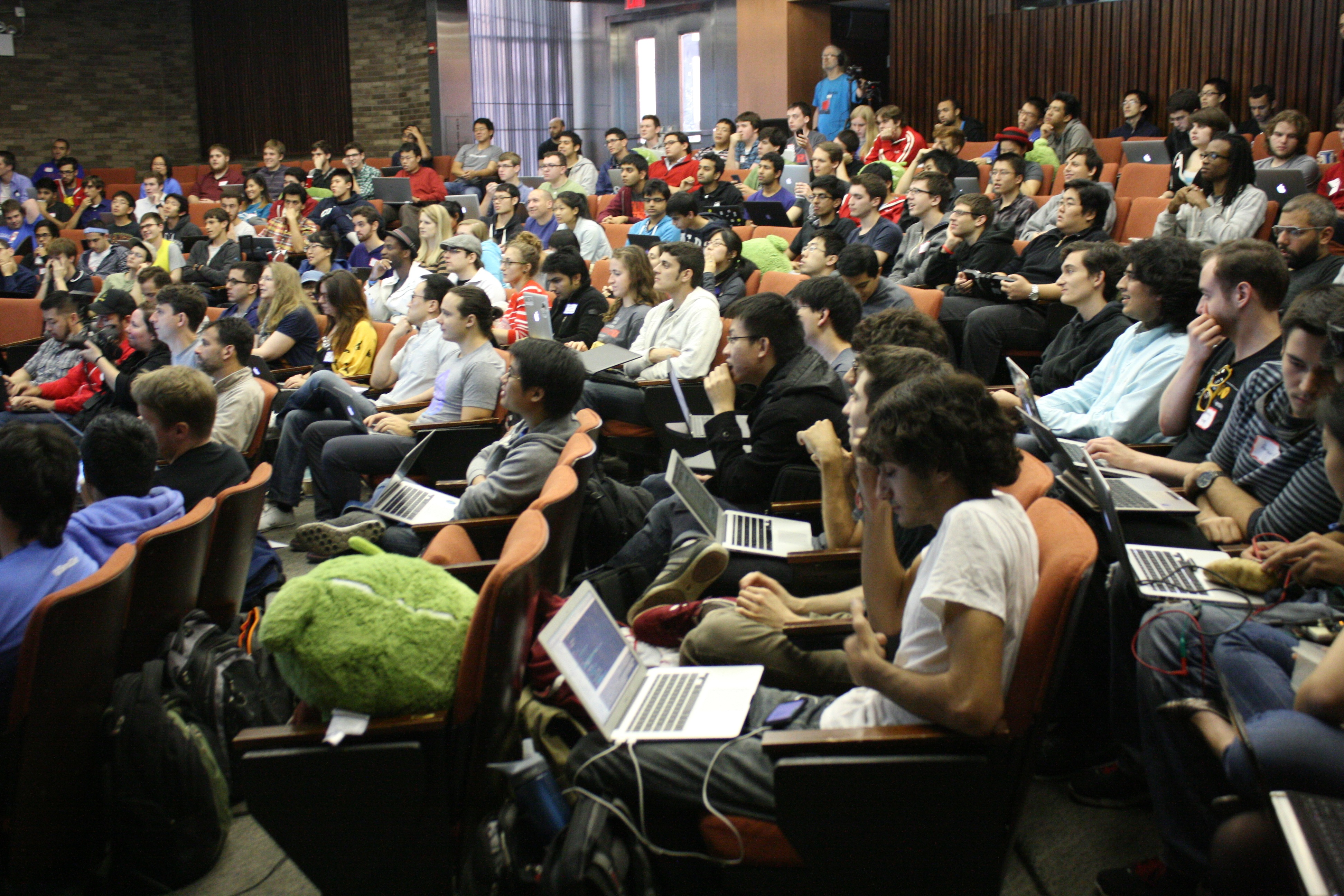
L'hackathon hackNY, en 2013, coorganisé par des professeurs de l'université de New York et de Columbia.

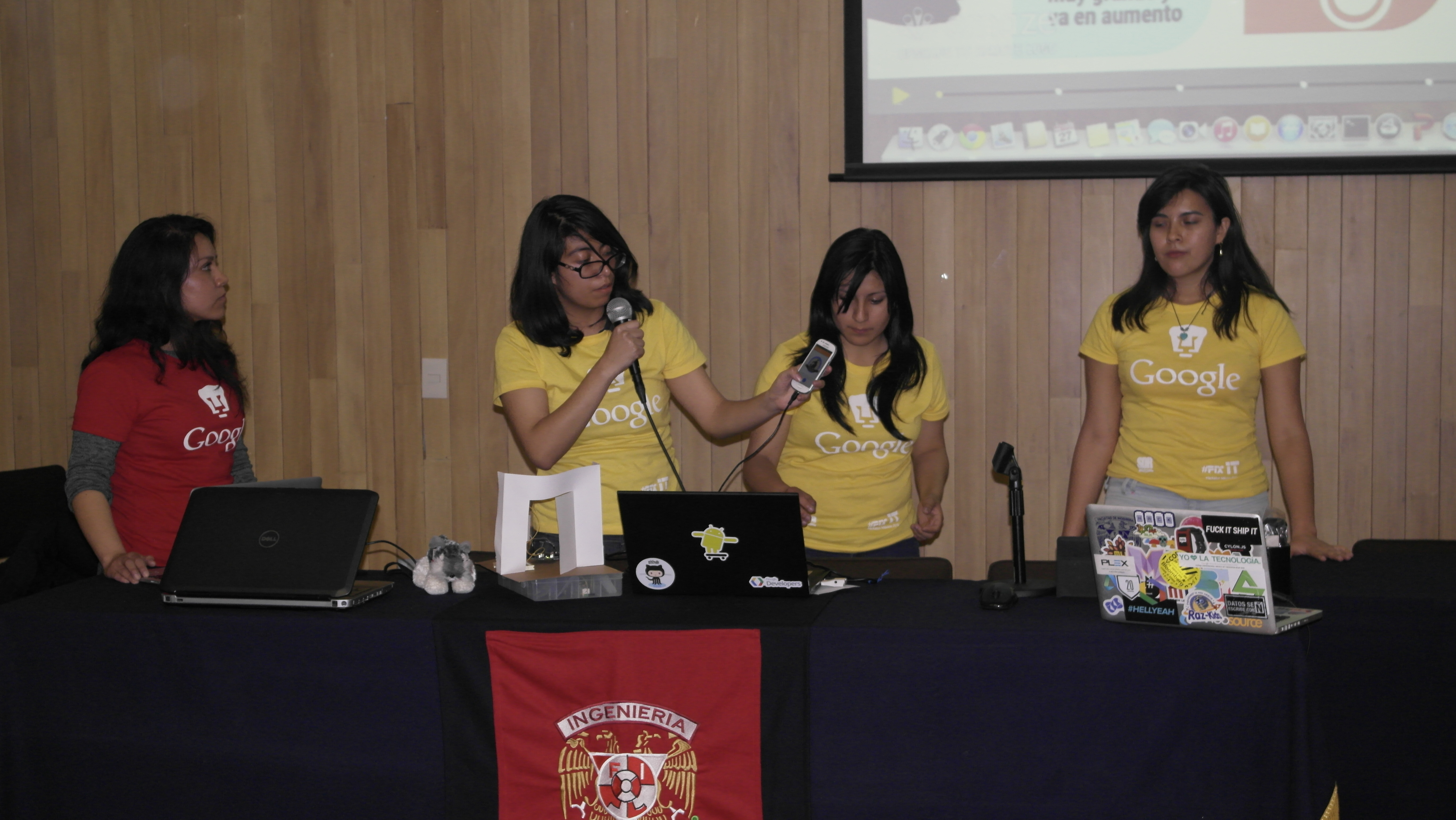
Équipe présentant son projet.

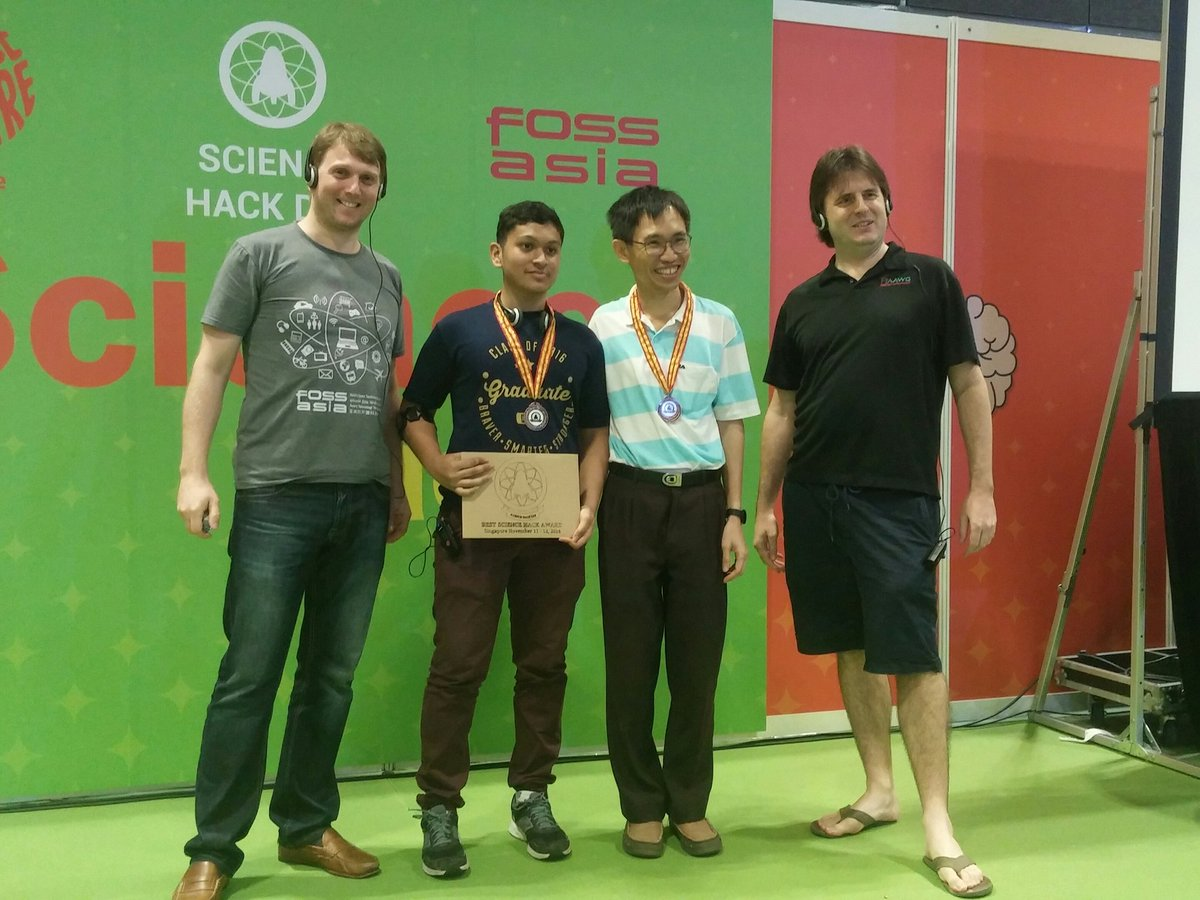
Souvent, le projet ne se termine pas avec la remise de prix. Mais il continue à se développer.

Un hackathon, marathon de programmation, ou programmathon est un événement durant lequel des personnes se réunissent pendant une courte période de temps, afin de travailler ensemble sur le développement d'un projet. Souvent, le terme est employé dans le contexte de la programmation informatique, quand ce sont des développeurs qui se réunissent. Leur objectif peut alors être d'améliorer une application existante, ou encore d'en concevoir une nouvelle.
Un hackathon se déroule généralement sur une courte période de temps : de une à deux journées. Pour être le plus productifs, les participants travailleront autant que possible : quitte à sacrifier leur sommeil.
Les hackathons sont organisés par une grande variété d'organisations : universités, entreprises, associations... Parmi les universités en ayant organisé, on peut citer l'université Paris-Saclay et le MIT avec le HackMIT (en). En France, des entreprises comme Axa ou la SNCF en ont organisé. La Fondation Wikimédia organise annuellement un hackathon afin d'améliorer son infrastructure informatique. En 2025 se tient par exemple le Wikimedia Hackathon 2025.

## Histoire du mot et du concept
Le terme est un mot-valise constitué de hack et marathon. La référence au marathon vient de l'endurance requise pour être productif sur toute la durée impartie.
Le hackathon est à l'origine un rassemblement de développeurs. Leur objectif commun est de tester une idée et de produire un prototype d'application en quelques heures (principe du prototypage rapide). Sous forme de concours chronométré, l'équipe gagnante est généralement désignée par un jury à l’issue du temps imparti.
Il s'inscrit souvent dans des principes de coconception, d'économie du partage et d'économie collaborative. S'y ajoute parfois une dimension artistique.
La méthode est souvent réutilisée par des entreprises et autres entités commerciales,,. Ainsi, elle peut constituer une alternative aux méthodes classiques de développement de leurs systèmes informatiques.

## Déroulement type
L'événement a souvent lieu le weekend, pour permettre aux travailleurs salariés ou indépendants de se rendre plus facilement disponibles.
Il peut être organisé par une école, une société, une administration...
Il est préparé par une équipe et peut avoir été précédé d'une veille technologique ou d'un moment de préparation.
Aucune règle établie ne régit ce type d’événement. Cependant, chaque fois s’y retrouvent ces points essentiels : 
- Choix des projets par ceux qui le réalisent ;
- Délai de réalisation très court ;
- Dynamique de groupe[12],[13] et enjeu d'émulation ou de compétition ;
- Obligation de produire un prototype qui fonctionne.

### Déroulement type sur un weekend
Vendredi soir :
- Présentation des données et moyens utilisables, des idées directrices ou objectifs recherchés (« pitch ») par les porteurs de projets ;
- Vote des participants (ceux qui vont développer) pour retenir un nombre de projets proportionnel au nombre de présents, chaque projet retenu devant disposer d’au moins deux ou trois développeurs. Parfois des formateurs ou des experts-invités sont mis à disposition. Certaines techniques créatives peuvent être encouragées ;
- Constitution des équipes, et développement (pendant environ 48 heures). Parfois des observateurs peuvent intervenir ; rappeler le rôle des brise-glace, des chefs d'équipe, du travail d'équipe...

Dimanche soir :
- Démonstration des prototypes de tout ou partie du projet devant un jury de spécialistes. Cela s'accompagne parfois d'un avis des autres équipes ou d'un public invité ;
- Remise des prix.

## Valeurs
La philosophie du hackathon prend sa source dans les idées des communautés de développeurs du mouvement open-source (développeurs estimant que leurs travaux peuvent être modifiés par quiconque). Comme pour le BarCamp, l’esprit communautaire est entretenu par le jeu consistant à relever des défis en équipe (émulation), et par le partage d'un jargon technique, d'une expertise, voire d'un mode de vie particulier. Le hackathon est aussi une « plate-forme d'apprentissage » (par et avec les pairs) plus ou moins « informelle », un lieu où l'on apprend en créant et où l'on entretient un « savoir informel »,. L’expérimentation et la sérendipité sont encouragées.
L’ouverture est un héritage direct de l’esprit open source : elle se manifeste par la collaboration des participants.
Le mérite est le principal moteur des participants : ils chercheront à se distinguer des autres participants, à obtenir une reconnaissance de leurs expertises.
L'esprit d'émulation et la vitesse sont deux caractéristiques déterminantes de l’organisation. Le délai de réalisation extrêmement court introduit une pression constructive dans les équipes. Il focalise les participants sur le résultat final. Il exclut tout ce qui pourrait retarder la réalisation : études de faisabilité, discussions stériles. Dans la prise de décisions, il redonne une place importante à l’instinct et contribue à maintenir la concentration des développeurs sur les tâches essentielles au fonctionnement général du projet. En imposant le travail de nuit, il confère un caractère exceptionnel à l’événement, renforçant probablement le plaisir d’y participer.

## Recherche
Le hackathon, en tant que phénomène émergent où se croisent et se forment des expertises (en design, informatique, industrie...) est aussi devenu un sujet de science sociale et de recherche.
La littérature disponible le cite de plus en plus comme source avérée d'innovation et de développement d'une nouvelle forme d'« entrepreneuriat citoyen ».

### Analyse de Gerard Briscoe et Catherine Mulligan
Selon les chercheurs Gerard Briscoe et Catherine Mulligan, le hackathon est « beaucoup plus intense que tout autre événement de réseautage » ; c'est certes un lieu de prototypage de projets concrets, mais c'est « aussi un exercice de prototypage de nouvelles relations de travail et/ou de collaborations personnelles pour les participants ». Ainsi s'agit-il  d'une « occasion unique de réseautage », « souvent à échelle internationale ».
Des travaux mériteraient d'être portés sur le caractère souvent très « masculin » de ces événements. On ne sait pas encore si cela découle de problèmes généraux d'inclusivité des deux genres dans la société, ou de problèmes plus spécifiques aux domaines de l'informatique, des technologies, de la participation aux sciences informatiques.
Il serait également intéressant d'étudier comment le bien commun (ressources diverses et biens culturels), au cœur de la culture des hackers, est utilisé et valorisé par certains hackathons centrés sur des sujets culturels (« Culture Hacks » pour les anglophones).

## Critiques
Une limite essentielle est le manque de temps qui peut empêcher le prototypage des projets trop complexes. Néanmoins, le hackathon est souvent un lieu et un moment où de tels projets (de plus long terme) peuvent naître.
Il est reproché au hackathon d'être un moyen d'enrôler ou de faire travailler des gens sans les payer. Un autre reproche est l'exploitation de leur créativité au profit d'innovations éventuellement récupérées ou brevetées, parfois même pour en tirer des profits,. C'est une des raisons qui font que certains participants apprécient que le résultat de leurs travaux soit ensuite disponible en open source et open data, afin qu'il reste dans le bien commun. La question de la propriété intellectuelle d'innovations ainsi produites en commun n'est malheureusement pas toujours abordée.

## Exemples
- HackTX (en)
- HackMIT (en)
- Wikimedia Hackathon